# Cinema Modern
El Cinema Modern, també Cine Modern, Teatre Modern o Centre Modern és una antiga sala d'espectacles al centre de Lloret de Mar (la Selva). Actualment conserva la façana original, de cert interès patrimonial, i acull un centre comercial.

## Arquitectura
L'edifici ha estat completament remodelat i transformat. En el seu emplaçament original s'ha construït un modern centre comercial, amb finalitats oci-recreatives. Es tracta d'un modern centre comercial que consta de tres plantes, entre mitgeres, i coberta plana. L'únic vestigi o restes vivents que permeten imaginar-se, vagament, com era el Cine Modern és la façana. La façana està estructurada, clarament, en tres cossos. Al centre tenim el cos principal el qual es troba profusament ornamentat amb decoració de tall vegetal i floral. Sobresurt especialment el gran medalló circular concèntric que corona aquesta franja central, la qual està rematada amb un gran camafeu ornat amb unes carnoses i voluptuoses garlandes.>
Dos pinacles flanquegen, a banda i banda respectivament, aquest cos central. La decoració vegetal i floral torna a fer gran acta de presència especialment en el coronament d'ambdós pinacles. Els tres cossos es troben acoblats per mitjà de dos volums intermedis en els quals es pot llegir ja no CINE MODERNO, com deia anteriorment, sinó CENTRE MODERN, en relació als nous usos a que s'ha destinat l'establiment, i que disten molt de les finalitats originals que es van atribuir a l'edifici. Una façana en part molt desvirtuada arran del gran entemat de vidres i ferros que arrenquen directament de la façana de tall modernista i que es prolonguen fins al coronament de l'edifici, el qual està mancat de qualsevol tipus de cornisa o ornament.
Comparant fotografies antigues, com ara la de la fitxa del Servei de Patrimoni núm. 26.801 del 1982 o la del llibre d'en Jordi Padilla (p. 233), amb actuals ràpidament s'extreuen dues conclusions: per una banda, la façana a part de mers canvis superficials, com ara el canvi de CINE MODERN pel de CENTRE MODERN, o l'obertura d'una porta al centre de la façana, ha restat pràcticament intacta. Tanmateix on s'han experimentat i on s'acumulen els canvis més dràstics ha set en la reconversió de l'antic cinema en el centre comercial actual, que és el que podem contemplar avui en dia. Així s'han suprimit les tanques de ferro forjat dels laterals que es poden apreciar en la fotografia del llibre d'en Jordi Padilla; s'ha alterat completament el volum original de l'edifici augmentant-lo així desmesuradament; la magnífica façana es troba totalment descontextualitzada en el seu nou emplaçament, etc. El resultat final d'aquesta obra és una conjugació matussera que provoca mal als ulls de l'espectador.

## Història
L'any 1909, Pau Parés i Reyné (1873-1913) aconseguí l'adquisició d'un solar en runes al carrer de l'Hospital, antic convent de les Religioses del Cor de Maria -les monges catalanes- del qual en resta tan sols la petita capella, amb el culte actual als sants metges anomenats sant Cosme i sant Damià.
Amb molt d'entusiasme el Sr. Parés, degudament assessorat, va iniciar la construcció d'un nou cinema. Així a la Plaça del Carme, a la tardor de l'any 1913 hi fou inaugurat el Cine Modern. El seu local, sens dubte, era el millor de tota la província. D'aquesta manera hi hagué molt d'encert amb d'imposició del seu nom. Malauradament el seu propietari, el Sr. Parés, no pogué contemplar la materialització del seu somni, ja que va morir d'una plerosi al balneari de Cardó. Tanmateix deixà a Lloret una de les millors sales, ja que eren unes primícies del progrés del cinema. A més a més, la nova sala era molt polivalent, ja que en ella també es podien dur a terme representacions teatrals i fins i tot "varietés".
La vídua del Sr. Parés, amb l'ajuda de Joanet Surís, continuà uns anys aquest negoci del cinema. Però tot fa pensà, no prosperà. Únicament tenia èxit durant la Quaresma i per llarga que fos aquesta temporada litúrgica, sempre quedava curta en el recompte final de beneficis. Decidí, doncs, traspassar el cinema a Francisco Coll, conegut popularment com a "Panxito Barber". El Cine Modern tot i les temptatives d'adquisició per part de la gent de Malgrat, finalment anirà a parar a mans del Sr. Corcoll, el qual passarà a controlar tot el monopoli del cel·luloide de Lloret de Mar.
Posteriorment el Sr. Corcoll, aclaparat per la competència i per les exigències del seu públic, va decidir arrendar la sala del Cine Modern al Sr. Domingo Cusell. Apareix doncs, un nou empresari amb projectes envejables de grans millores, fins al punt que tot Lloret en sortí plenament beneficiat. El 22 d'agost de 1920 la sala va acollir la celebració del Jocs Florals, els segons i els últims Jocs Florals de Lloret de Mar. L'artista Joan Llaverias decorà la sala del Cine Modern amb antics domassos, garlandes, cortinatges, parterres, etc. L'any 1932, el Sr. Germinal Ros feu en aquesta sala el seu primer míting sobre l'Autonomia de Catalunya.
Després de l'època de gran bonança, vingué el declivi. El Sr. Cusell perdé els seus clients i deixà d'oferir bones pel·lícules. S'introdueix un nou propietari, el Sr. Giralt de Blanes. El negoci d'aquest no fructificà i acabà traspassant el Cine Modern al Sr. Carcereny. Finalment el Cine Modern quedà convertit en un centre comercial. Ha sigut respectada però, la façana del seu edifici.
El Cine Modern mereix ser esmentat com a l'altre gran exemple d'arquitectura modernista local, representant del modernisme no gaudinià enfront de la Casa Gelato i la Rectoria de Lloret de Mar. El projecte, de 1912, està signat per l'arquitecte Salvador Puiggròs, i és un dels primers casos de Lloret de les noves tipologies característiques del nou segle que havia començat. A finals del segle passat, el Cinema Modern va experimentar una profunda remodelació de les seves instal·lacions amb l'objectiu final de convertir i adaptar el cinema en l'actual centre comercial oci-recreatiu d'avui dia.